# ژرار آدام
ژرار آدام (به فرانسوی: Gérard Adam) پزشک و نویسنده قرن بیستم میلادی اهل فرانسه است.